# Olympische Sommerspiele 2000/Turnen
Bei den Olympischen Sommerspielen 2000 in der australischen Metropole Sydney fanden vom 16. bis 25. September 2000 insgesamt 14 Wettkämpfe im Gerätturnen statt, davon acht für Männer und sechs für Frauen. Austragungsort war der Sydney SuperDome.

## Bilanz

### Medaillenspiegel
| Platz  | Land               | Gold | Silber | Bronze | Gesamt |
| ------ | ------------------ | ---- | ------ | ------ | ------ |
| 1      | Russland           | 5    | 5      | 5      | 15     |
| 2      | China              | 3    | 2      | 2      | 7      |
| 3      | Rumänien           | 3    | 2      | 1      | 6      |
| 4      | Lettland           | 1    | –      | –      | 1      |
| 4      | Spanien            | 1    | –      | –      | 1      |
| 4      | Ungarn             | 1    | –      | –      | 1      |
| 7      | Ukraine            | –    | 1      | 1      | 2      |
| 8      | Frankreich         | –    | 2      | –      | 2      |
| 9      | Südkorea           | –    | 1      | 1      | 2      |
| 10     | Griechenland       | –    | 1      | –      | 1      |
| 11     | Bulgarien          | –    | –      | 2      | 2      |
| 12     | Polen              | –    | –      | 1      | 1      |
| 12     | Vereinigte Staaten | –    | –      | 1      | 1      |
| Gesamt | Gesamt             | 14   | 14     | 14     | 42     |

### Medaillengewinner
Männer
| Disziplin            | Gold                                                                   | Silber | Bronze                                                                                                |
| -------------------- | ---------------------------------------------------------------------- | --- | --- |
| Mannschaftsmehrkampf | ChinaHuang Xu Li Xiaopeng Xiao Junfeng Xing Aowei Yang Wei Zheng Lihui | UkraineOleksandr Beresch Walerij Hontscharow Ruslan Mesenzew Walerij Pereschkura Roman Sosulja Oleksandr Switlytschnyj | RusslandMaxim Aljoschin Alexei Bondarenko Dmitri Drewin Nikolai Krjukow Alexei Nemow Jewgeni Podgorny |
| Einzelmehrkampf      | Alexei Nemow                                                           | Yang Wei | Oleksandr Beresch                                                                                     |
| Barren               | Li Xiaopeng                                                            | Lee Joo-hyung | Alexei Nemow                                                                                          |
| Bodenturnen          | Igors Vihrovs                                                          | Alexei Nemow | Jordan Jowtschew                                                                                      |
| Pferdsprung          | Gervasio Deferr                                                        | Alexei Bondarenko | Leszek Blanik                                                                                         |
| Reck                 | Alexei Nemow                                                           | Benjamin Varonian | Lee Joo-hyung                                                                                         |
| Ringe                | Szilveszter Csollány                                                   | Dimosthenis Tampakos                                                                                                   | Jordan Jowtschew                                                                                      |
| Seitpferd            | Marius Urzică                                                          | Éric Poujade | Alexei Nemow                                                                                          |

Frauen
| Disziplin            | Gold                                                                                               | Silber | Bronze                                                                                                |
| -------------------- | -------------------------------------------------------------------------------------------------- | --- | --- |
| Mannschaftsmehrkampf | RumänienSimona Amânar Loredana Boboc Andreea Isărescu Maria Olaru Claudia Presăcan Andreea Răducan | RusslandSwetlana Chorkina Jekaterina Lobasnjuk Anastassija Kolesnikowa Jelena Produnowa Jelena Samolodtschikowa Anna Tschepelewa | Vereinigte StaatenAmy Chow Jamie Dantzscher Dominique Dawes Kristin Maloney Elise Ray Tasha Schwikert |
| Einzelmehrkampf      | Simona Amânar                                                                                      | Maria Olaru | Liu Xuan                                                                                              |
| Bodenturnen          | Jelena Samolodtschikowa                                                                            | Swetlana Chorkina | Simona Amânar                                                                                         |
| Pferdsprung          | Jelena Samolodtschikowa                                                                            | Andreea Răducan | Jekaterina Lobasnjuk                                                                                  |
| Schwebebalken        | Liu Xuan                                                                                           | Jekaterina Lobasnjuk | Jelena Produnowa                                                                                      |
| Stufenbarren         | Swetlana Chorkina                                                                                  | Ling Jie | Yang Yun                                                                                              |

## Ergebnisse

### Männer

#### Einzelmehrkampf
| Platz | Land | Athlet                  | Punkte |
| ----- | ---- | ----------------------- | ------ |
| 1     | RUS  | Alexei Nemow            | 58,474 |
| 2     | CHN  | Yang Wei                | 58,361 |
| 3     | UKR  | Oleksandr Beresch       | 58,212 |
| 4     | BLR  | Iwan Iwankou            | 58,024 |
| 5     | UKR  | Oleksandr Switlytschnyj | 57,950 |
| 6     | USA  | Blaine Wilson           | 57,936 |
| 7     | RUS  | Alexei Bondarenko       | 57,924 |
| 8     | BUL  | Jordan Jowtschew        | 57,887 |

#### Mannschaftsmehrkampf
| Platz | Land | Athlet | Punkte                  |
| ----- | ---- | --- | ----------------------- |
| 1     | CHN  | Huang Xu Li Xiaopeng Xiao Junfeng Xing Aowei Yang Wei Zheng Lihui                                               | 231,919                 |
| 2     | UKR  | Oleksandr Beresch Walerij Hontscharow Ruslan Mesenzew Walerij Pereschkura Roman Sosulja Oleksandr Switlytschnyj | 230,306                 |
| 3     | RUS  | Maxim Aljoschin Alexei Bondarenko Dmitri Drewin Nikolai Krjukow Alexei Nemow Jewgeni Podgorny                   | 230,019                 |
| 4     | JPN  | Naoya Tsukahara Yoshihiro Saitō Kenichi Fujita Mutsumi Harada Akihiro Kasamatsu Norimasa Iwai                   | 229,857                 |
| 5     | USA  | Blaine Wilson Paul Hamm Stephen McCain John Roethlisberger Sean Townsend Morgan Hamm                            | 228,983                 |
| 6     | ROU  | Marian Drăgulescu Ioan Silviu Suciu Rares Orzata Florentin Pescaru Marius Urzică Dorin Petcu                    | 227,543                 |
| 7     | KOR  | Jo Seong-min Jeong Jin-su Lee Joo-hyung Kim Dong-hwa Lee Jang-hyeong Yeo Hong-cheol                             | 227,255 (Qualifikation) |
| 8     | BLR  | Iwan Iwankou Aljaksej Sinkewitsch Aljaksandr Schostak Iwan Paulouski Wital Rudnizki Aljaksandr Kruschilou       | 227,346 (Qualifikation) |

#### Barren
| Platz | Land | Athlet        | Punkte |
| ----- | ---- | ------------- | ------ |
| 1     | CHN  | Li Xiaopeng   | 9,825  |
| 2     | KOR  | Lee Joo-hyung | 9,812  |
| 3     | RUS  | Alexei Nemow  | 9,800  |
| 4     | KOR  | Jung Jin-soo  | 9,787  |
| 5     | BLR  | Iwan Iwankou  | 9,775  |
| 6     | FRA  | Yann Cucherat | 9,725  |
| 7     | CHN  | Huang Xu      | 9,650  |
| 8     | ROU  | Marius Urzică | 8,887  |

#### Boden
| Platz | Land | Athlet            | Punkte |
| ----- | ---- | ----------------- | ------ |
| 1     | LAT  | Igors Vihrovs     | 9,812  |
| 2     | RUS  | Alexei Nemow      | 9,800  |
| 3     | BUL  | Jordan Jowtschew  | 9,787  |
| 4     | CHN  | Yang Wei          | 9,750  |
| 5     | CHN  | Li Xiaopeng       | 9,737  |
| 6     | ROU  | Marian Drăgulescu | 9,712  |
| 7     | USA  | Morgan Hamm       | 9,262  |
| 8     | RUS  | Jewgeni Podgorny  | 8,550  |

#### Pferdsprung
| Platz | Land | Athlet               | Punkte |
| ----- | ---- | -------------------- | ------ |
| 1     | ESP  | Gervasio Deferr      | 9,712  |
| 2     | RUS  | Alexei Bondarenko    | 9,587  |
| 3     | POL  | Leszek Blanik        | 9,475  |
| 4     | RUS  | Alexei Nemow         | 9,456  |
| 5     | KAZ  | Sergei Fedortschenko | 9,399  |
| 6     | USA  | Blaine Wilson        | 9,362  |
| 7     | GRE  | Ioannis Melissanidis | 9,262  |
| 8     | SUI  | Dieter Rehm          | 9,006  |

#### Reck
| Platz | Land | Athlet            | Punkte |
| ----- | ---- | ----------------- | ------ |
| 1     | RUS  | Alexei Nemow      | 9,787  |
| 2     | FRA  | Benjamin Varonian | 9,787  |
| 3     | KOR  | Lee Joo-hyung     | 9,775  |
| 4     | RUS  | Alexei Bondarenko | 9,762  |
| 5     | UKR  | Oleksandr Beresch | 9,750  |
| 6     | GEO  | Ilia Giorgadse    | 9,625  |
| 7     | SUI  | Dieter Rehm       | 8,925  |
| 8     | JPN  | Naoya Tsukahara   | 8,825  |

#### Ringe
| Platz | Land | Athlet               | Punkte |
| ----- | ---- | -------------------- | ------ |
| 1     | HUN  | Szilveszter Csollány | 9,850  |
| 2     | GRE  | Dimosthenis Tampakos | 9,762  |
| 3     | BUL  | Jordan Jowtschew     | 9,737  |
| 4     | CHN  | Yang Wei             | 9,712  |
| 5     | BLR  | Iwan Iwankou         | 9,700  |
| 6     | GER  | Marius Toba          | 9,675  |
| 7     | JPN  | Norimasa Iwai        | 9,662  |
| 8     | UKR  | Roman Sosulja        | 9,637  |

#### Seitpferd
| Platz | Land | Athlet            | Punkte |
| ----- | ---- | ----------------- | ------ |
| 1     | ROU  | Marius Urzică     | 9,862  |
| 2     | FRA  | Éric Poujade      | 9,825  |
| 3     | RUS  | Alexei Nemow      | 9,800  |
| 4     | KOR  | Lee Jang-hyung    | 9,775  |
| 5     | PRK  | Pae Gil-su        | 9,762  |
| 6     | HUN  | Zoltán Supola     | 9,762  |
| 7     | UKR  | Oleksandr Beresch | 9,712  |
| 8     | RUS  | Nikolai Krjukow   | 9,700  |

### Frauen

#### Einzelmehrkampf
| Platz | Land | Athletin                | Punkte |
| ----- | ---- | ----------------------- | ------ |
| 1     | ROU  | Simona Amânar           | 38,642 |
| 2     | ROU  | Maria Olaru             | 38,581 |
| 3     | CHN  | Liu Xuan                | 38,418 |
| 4     | RUS  | Jekaterina Lobasnjuk    | 38,393 |
| 5     | CHN  | Yang Yun                | 38,305 |
| 6     | RUS  | Jelena Samolodtschikowa | 38,268 |
| 7     | UKR  | Olha Rosschtschupkina   | 38,205 |
| 8     | AUS  | Lisa Skinner            | 38,193 |

Ursprünglich gewann die Rumänin Andreea Răducan den Wettbewerb. Sie wurde aber nachträglich disqualifiziert, da sie positiv auf das verbotene Stimulanzmittel Pseudoephedrin getestet wurde.

#### Mannschaftsmehrkampf
| Platz | Land | Athletinnen | Punkte                  |
| ----- | ---- | --- | ----------------------- |
| 1     | ROU  | Simona Amânar Loredana Boboc Andreea Isărescu Maria Olaru Claudia Presăcan Andreea Răducan                               | 154,608                 |
| 2     | RUS  | Swetlana Chorkina Jekaterina Lobasnjuk Anastassija Kolesnikowa Jelena Produnowa Jelena Samolodtschikowa Anna Tschepelewa | 154,403                 |
| 3     | USA  | Amy Chow Jamie Dantzscher Dominique Dawes Kristin Maloney Elise Ray Tasha Schwikert                                      | 152.933                 |
| 4     | ESP  | Esther Moya Sara Moro Laura Martínez Susana García Marta Cusidó Paloma Moro                                              | 152,113                 |
| 5     | UKR  | Wіktorіja Karpenko Tetjana Jarosch Olha Rosschtschupkina Halyna Tyryk Olha Teslenko Aljona Kwascha                       | 151,846                 |
|       | CHN  | Dong Fangxiao1 Huang Mandan Kui Yuanyuan Ling Jie Liu Xuan Yang Yun                                                      | DSQ                     |
| 7     | AUS  | Lisa Skinner Allana Slater Brooke Walker Trudy McIntosh Alexandra Croak Melinda Cleland                                  | 151,057 (Qualifikation) |
| 8     | FRA  | Delphine Regease Alexandra Soler Nelly Ramassamy Elvire Teza Anne-Sophie Endeler Ludivine Furnon                         | 150,084 (Qualifikation) |

1 Am 26. Februar 2010 gab der Internationale Turnerbund (FIG) bekannt, dass die Chinesin Dong Fangxiao bei ihrer Teilnahme erst 14 Jahre alt war. Da das Mindestalter bei Olympischen Spielen für Turnerinnen 16 Jahre beträgt, beantragte der FIG vom Internationalen Olympischen Komitee (IOC) die Aberkennung der Bronzemedaille wegen Fälschung der Altersangabe. Im April 2010 kam das IOC dieser Forderung nach, disqualifizierte die Chinesinnen und setzte das Team der USA auf den dritten Platz.

#### Boden
| Platz | Land | Athletin                | Punkte |
| ----- | ---- | ----------------------- | ------ |
| 1     | RUS  | Jelena Samolodtschikowa | 9,850  |
| 2     | RUS  | Swetlana Chorkina       | 9,812  |
| 3     | ROU  | Simona Amânar           | 9,712  |
| 4     | ESP  | Esther Moya             | 9,700  |
| 5     | CHN  | Yang Yun                | 9,637  |
| 6     | ROU  | Andreea Răducan         | 9,275  |
| 7     | AUS  | Lisa Skinner            | 9,012  |
|       | CHN  | Dong Fangxiao           | DSQ    |

#### Pferdsprung
| Platz | Land | Athletin                | Punkte |
| ----- | ---- | ----------------------- | ------ |
| 1     | RUS  | Jelena Samolodtschikowa | 9,731  |
| 2     | ROU  | Andreea Răducan         | 9,693  |
| 3     | RUS  | Jekaterina Lobasnjuk    | 9,674  |
| 4     | ESP  | Esther Moya             | 9,618  |
| 5     | ESP  | Laura Martínez          | 9,612  |
| 6     | ROU  | Simona Amânar           | 9,537  |
| 7     | MEX  | Denisse López           | 8,843  |
|       | CHN  | Dong Fangxiao           | DSQ    |

#### Schwebebalken
| Platz | Land | Athletin             | Punkte |
| ----- | ---- | -------------------- | ------ |
| 1     | CHN  | Liu Xuan             | 9,825  |
| 2     | RUS  | Jekaterina Lobasnjuk | 9,787  |
| 3     | RUS  | Jelena Produnowa     | 9,775  |
| 4     | ROU  | Claudia Presăcan     | 9,750  |
| 5     | UKR  | Tetjana Jarosch      | 9,712  |
| 6     | ROU  | Maria Olaru          | 9,700  |
| 7     | CHN  | Ling Jie             | 9,675  |
| 8     | USA  | Elise Ray            | 9,387  |

#### Stufenbarren
| Platz | Land | Athletin              | Punkte |
| ----- | ---- | --------------------- | ------ |
| 1     | RUS  | Swetlana Chorkina     | 9,862  |
| 2     | CHN  | Ling Jie              | 9,837  |
| 3     | CHN  | Yang Yun              | 9,787  |
| 4     | UKR  | Wіktorіja Karpenko    | 9,775  |
| 5     | BLR  | Tazjana Scharhanowa   | 9,737  |
| 6     | UKR  | Olha Rosschtschupkina | 9,725  |
| 7     | RUS  | Jelena Produnowa      | 9,650  |
| 8     | FRA  | Elvire Teza           | 9,512  |